# جوزيف كالدويل
جوزيف كالدويل (بالإنجليزية: Joseph Caldwell)‏ هو رياضياتي أمريكي، ولد في 21 أبريل 1773 في Lamington, New Jersey ‏ في الولايات المتحدة، وتوفي في 27 يناير 1835 في تشابل هيل في الولايات المتحدة.